# Bombardier CRJ200
Bombardier CRJ100 in CRJ200 spadata v serijo regionalnih potniških letal. Proizvaja ju kanadska tovarna Bombardier Aerospace in sta nastala na osnovi modela letala Bombardier Challenger business Jet 600.

## Razvoj
Letalo je oblikovano na osnovi Canadair Challengerja, ki ga je leta 1976 Canadir odkupil od ameriškega proizvajalca poslovnih letal Learjeta.
Širok trup Challengerja je oblikovalcem Canadirja predstavljal možnost in izziv za podaljšanje letala, z namenom, da bi dosegli več sedežev v letalu. Tako so bili narejeni načrti za letalo Challenger 610E, ki bi lahko sprejelo 24 potnikov. Načrtu  in ideji za izdelavo letala so se leta 1981 odpovedali, toda ideja o uporabi širokega trupa dosedanjega modela je bila še vedno prisotna.
Leta 1987 so pričeli še z zahtevnejšim in ambicioznejšim projektom za letalo s podaljšanim trupom, kar je pomladi leta 1989 pripeljalo do uvedbe programa Canadair Regional Jet. Zadržali so ime Canadair kljub dejstvu, da je firma Bombardier prevzela družbo. Prvo od treh razvojnih letal CRJ100 je opravilo krstni let 10. maja 1991. Certifikat so prejeli konec leta 1992 in tedaj so pričeli z dobavljanjem naročenih letal. Prvi kupec, ki je prejel letalo je bila nemška letalska družba Lufthansa.

## CRJ100
Letalo CRJ100 je napram letalu Challengerju 600 podaljšano za 5,92 m, z dodatnimi okviri trupa letala pred in za krili. Na trup letala je  vgrajeno še  dvoje vrat za izstop potnikov v primeru nevarnosti. Krilo letala je spremenjeno(povečan razpon) in ojačano. Prevladujoča postavitev potniške kabine omogoča prevoz 50 potnikov. V CRJ100 je vgrajena Collins ProLine 4 avioelektronika, Collins meteorološki radar, GE CF34-3A1 turbofen motorja z 41,0 kN, povečan je rezervar za gorivo in zaradi večje teže samega letala je ojačano tudi podvozje letala. Letalu je sledila podinačica letala CRJ100 ER, ki je omogočala do 20% večji dolet in pozneje CRJ100 LR podinačica letala, ki je omogočala 40% večji dolet.

## CRJ200
Letalo CRJ200 ima tako, kot CRJ100 50 potniških sedežev, dva pilotska sedeža in en dodaten zasilni sedež (angleško jumpseat) za pilota kontrolorja ali pilota inštruktorja v pilotski kabini. Konfiguracija sedežev v potniški kabini letala je 2 + 2 sedeža v vrstah od 1 do 12 in 2 + 0 sedežev v 13. vrsti, ker je na desni strani 13. vrste postavljen toaletni prostor. Možno je tudi dodati še en preklopni sedež v zadnjem delu letala potniške kabine za še enega člana posadke letala.
Vsled strogih ameriških predpisov in pravil  ameriška letalska družba Pinnacle Airlines leti z inačico letal CRJ200 s 44 sedeži. V sprednjem delu potniške kabine se nahaja prostor za tovor ali za prtljago potnikov in posadke. Potniško kabino je pri teh letalih možno spremeniti in omogočiti sprejem 50 potnikov. Model s 40 potniškimi sedeži pa je bil ponujen z nekaj nižjo ceno, da bi se kupci odvrnili od manjšega in cenejšega brazilskega letala Embrarer 135.
Obstaja tudi tovorna inačica letala, model CRJ200 PF, ki je bila razvita v sodelovanj z Cascade Aerospace na osnovi povpraševanja švedske letaske družbe West Air Sweden.
V avgustu leta 2006 je bilo v prometu 938 letal CRJ100 in CRJ200 vseh inačic, poleg tega pa je bilo naročenih še osem letal.

## Inačice
Uradna oznaka letala je CL-600 2B19, medtem, ko je Regional marketinško komercialna oznaka in poimenovanje. Izdelano je bilo par modelov CRJ letal.
CRJ100 je originalna, prvotna inačica s 50 sedeži. Opremljena je z General Electric CF3434-3A1 motorji. Večja uporabnika tega tipa letal sta letalski družbi Air Canada Jazz in Comair. Slovenska letalska družba Adria Airways je v svoji floti imela eno letalo tega tipa.
CRJ100 SF je inačica letala, pri katerem je možno namembnost letala spreminjati za potniško ali tovorno uporabo.
CRJ200 je identičen CRJ100, razen v tem, da njegova motorja CF34-3B1 imata izboljšano učinkovitost. Adria Airways je imela v svoji floti pet letal tega tipa, trenutno uporablja še eno letalo.
CRJ440 je podoben model letala, kot CRJ200, toda z manjšo maksimalno vzletno težo letala (MTOW – Max Take Off Weight) in s kapaciteto 40 do 44 sedežev v potniški kabini. Ekskluzivni kupec z 69 letali tega modela je ameriška letalska družba Pinnacle Airlines.
Challenger 800/850 je poslovna inačica modela CRJ200.
CRJ200 PF je tovorna inačica modela CRJ200.
CRJ200 SF je inačica letala, pri katerem je možno namembnost letala spreminjati za potniško ali tovorno uporabo.
CRJ500 je 50 sedežna varianta letala s krili in potniško kabino na osnovi modelov CRJ700/900. Model je bil opuščen leta 2001.

## Današnja uporaba
Letalske družbe v Evropi in ZDA opuščajo 50 sedežna letala zaradi rizika visokih cen letalskega goriva, kar dela ta letala neekonomična za letalske operacije. Opuščanje tega tipa letal pomeni tudi zniževanje cen rezervnih delov, saj večino opuščenih letal uporabljajo za rezervne dele.

## Letalske družbe uporabniki
Julija 2015 je bilo v uporabi  563 letal modelov CRJ100 in CRJ200 vseh inačic. Letalske družbe z večjim številom teh letal v uporabi so SkyWest Airlines (167), Expressjet (78), Endevaor Air (43), Air Wisconsin (71), PSA Airlines (35), Jazz Aviation (25), RusLine (17), Air Nostrum (10), SA Express (10). Ostale letališke družbe uporabljajo po par letal teh modelov.

## Incidenti in nesreče
- Dne 16. decembra 1997 je letalo CRJ100 družbe Air Canada na letu AC 646, strmoglavilo na pot med operacijo go-around, v bližini letališča Greater Fredericton v Frederictonu, New Brunswick. Niso poročali o smrtnih primerih.
- Dne 22. junija 2003 je letalo z registracijsko oznako F-GRJS, družbe Brit Air Flight na letu DB 5672, od Nantesa proti Brestu v Franciji strmoglavilo 2,3 milje pred in 0,3 milje levo od pristajalne steze pri poskusu pristanka na letališču Brest. Kapitan letala je bila edina smrtna žrtev.
- Dne 14. oktobra 2004 je letalo CRJ200 družbe Pinnacle Airlines, na letu 9E 3701, strmoglavilo med letom iz letališča Little Rock, Arkansas za Minneapolis. Pilota sta poskušala dvigniti  letalo na višino 41.000 feet, kar presega zmogljivosti letala. To je povzročilo požar na zunanji strani letala in morebitno centralno zaklepanje obeh motorjev. Letalo  je strmoglavilo približno petnajst minut kasneje, skoraj na dosegu  letališča. V nesreči sta umrla oba pilota.
- Dne 21. novembra 2004 je letalo CRJ200 LR družbe China Eastern Airlines, na letu MU 5210,  strmoglavilo kmalu po vzletu, V nesreči je umrlo vseh 53 oseb na krovu, kot tudi dve osebi na zemlji.
- Dne 27. avgusta 2006 je letalo CRJ100 ER družbe Comair na letu OH 5191, ki je letelo pod imenom družbe Delta Connection na letu DL 5191,  strmoglavilo med vzletom z napačne vzletno-pristajalne steze na letališču Blue Grass v Lexingtonu, Kentucky. V nesreči je bilo 49 smrtnih žrtev, pri čemer je bil edini preživeli težko poškodovani prvi častnik (kopilot).
- Dne 20. maja 2007 je bilo letalo CRJ100 družbe Air Canada Jazz, na letu iz Monctona, Novi Brunswick  precej poškodovano, ko se je njegovo podvozje vdrlo po pristanku na mednarodnem letališču Toronto-Pearson, Ontario. V nesreči ni bil nihče huje poškodovan, bodisi od članov posadke ali potnikov. Letalo na letu AC 8911 pristalo na vzletno-pristajalni stezi 6 desno 90 stopinj z bočnim vetrom na levi strani moči 13 do 23 vozlov. Letalo je med pristankom drselo in s krilom udarilo ob tla. Med drsenjem po stezi je letalo zdrsnilo s steze. Na srečo med drsenjem ni prišlo do požara.[6]
- Dne 16. decembra 2007 je letalo CRJ200 LR družbe Air Wisconsin na letu ZW 758A let prevozilo pristajalno stezo med pristankom na letališču T. F. Green v mestu Providence, Rhode Island. Niso poročali o smrtnih žrtvah ali poškodbah.[7]
- Dne 13. februarja 2008 je letalo CRJ100 LR beloruske družbe Belavia na letu B2 1834 strmoglavilo in prevrnilo med vzletom na mednarodnem letališču Zvartnots v Erevanu, Armenija. Več potnikov je utrpelo opekline,  štirje so bili sprejeti v bolnišnico. Niso poročali o smrtnih primerih.
- Dne 12. novembra 2009 se je letalo CRJ100 ruandske družbe RwandAir na letu WB 205 zaletelo v stavbo VIP terminala kmalu po zasilnem pristanku na mednarodnem letališču v Kigaliju. Od desetih potnikov in petih članov posadke je en potnik umrl.
- Dne 19. januarja 2010 se letalo CRJ200 družbe PSA Airlines Canadair CRJ-200 N246PS skoraj ni ustavilo pred koncem vzletno-pristajalne steze na Letališču Yeager, Charleston, Zahodna Virginija potem, ko je pilot prekinil vzletno proceduro.  Pri tem je letalo  utrpelo manjše poškodbe na podvozju. Letalo  se je v nekaj dneh po dogodku, po zamenjavi poškodovanega pokrova podvozja vrnilo v promet.[8] The information in the referenced article regarding "substantial" damage was premature and inaccurate.  The aircraft was flown away within days of the incident after removal of a damaged landing gear cover.
- Dne 17. marca 2011 je letalo CRJ100 družbe Jetlink Express let JO 752 na letu od mednarodnega letališča Jomo Kenyatta, Nairobi  skušalo pristati v meglenem vremenu in med  rahlim dežem na letališču v Kisumu. Letalo se je varno ustavilo nekaj metrov od obale Viktorijinega jezera. Ni bilo smrtnih žrtev.
- Dne 4. aprila 2011  je letalo CRJ100 ER gruzijske družbe Georgian Airways,  ki je letelo v okviru misije OZN, na letu A9 834, od mednarodnega letališča Bangoka, Kisangani v Demokratični republiki Kongo do letališča N'djili zgrešilo stezo pri pristajanju v Kinšasi. Letalo se je nato prelomilo na koščke in vnelo. Od 29 potnikov in 4 članov posadke je nesrečo preživela samo ena oseba. Letališče je bilo v času pristanka podvrženo močnemu dežju, nevihtam  in slabši vidljivosti.[9]
- Dne 6. junija 2011 je letalo CRJ200 družbe SkyWest Airlines na letu OO 4443 (code share DL 443), od Cincinnati do Milwaukeeja ni moglo podaljšati desne glavne ročice podvozjea. Vendar je leva ročica bila pravilno odprta in pripravjena za pristanek. Po nekaj neuspešnih poskusih, da odprejo in pripravijo desno ročica za pristanek je letalo izpraznilo gorivo in nato zasilno pristalo. Na letališču so bili pripravjeni gasilci, vendar ni prišlo do požara. Steza je bila zaprta  dve uri za letalski promet.[10]
- Dne 2. septembra 2011 je letalo CRJ200 družbe Atlantic Southeast Airlines na letu EV 5058,  pristalo na letališču v Baton Rouge Metropolitan z uvlečenim levim glavnim podvozjem. Med 50 potniki in tremi člani posadke ni bilo poškodvanih.[11]
- Dne 5. maja 2012 je letalo CRJ200 ruske družbe Ak Bars Aero, ki je letelo iz St. Peterburga v Astrahan zasilno pristalo na letališču v Voronežu zaradi počenega vetrobranskega stekla na pilotski kabini.[12]
- Dne 17. julija 2012 je suspendirani delavec letalske družbe  SkyWest skušal ukrasti letalo  CRJ200 na letališču Utah. Čeprav je bila njegova varnostna kartica deaktivirana je delavec uspel vstopiti v letalo, ga vžgati in ga je skušal zpeljati v smeri vzletno-pristajalne steze. Letalo je zapeljal na parking pred terminalom in odšel na počitek. Takrat se je letalu vdrlo podvozje.  Po zrušitvi letala na parkirišču, se je delavec ustrelil v glavo in umrl na kraju.[13]
- Dne 29. januarja 2013 je letalo kazahstanske družbe SCAT Airlines na letu VSV 760 strmoglavilo 5 km pred mednarodnim letališčem Almatiju, Kazahstanu v bližini vasi Kizilt, ko je skušalo pristati v slabih vremenskih razmerah. 16 potnikov in 5 članov posadke je umrlo.[14]
- Dne 8. januarja 2016 je letalo švedske družbe West Air Sweden  na letu PT 294 med Oslom (Gardermoen) in Tromsøjem (Langenes) strmoglavilo na severu Švedske pri narodnem parku Ritsem Padjelanta.  Letalo je prevažalo 4,5 ton pošte za potrebe norveške pošte. Dva člana posadke sta v nesreči umrla.[15][16]

## Tehnična specifikacija CRJ100/CRJ200
| Različica                                        | CRJ100 ER/LR                                                          | CRJ200 ER/LR                                                          |
| ------------------------------------------------ | --------------------------------------------------------------------- | --------------------------------------------------------------------- |
| Posadka                                          | 2                                                                     | 2                                                                     |
| Kapaciteta sedežev                               | 50                                                                    | 50                                                                    |
| Dolžina Razpon kril Višina                       | 26,77 m (87 ft 10 in) 21,21 m (69 ft 7 in) 6,22 m (20 ft 5 in)        | 26,77 m (87 ft 10 in) 21,21 m (69 ft 7 in) 6,22 m (20 ft 5 in)        |
| Površina kril (net) Premer trupa Radij obračanja | 48,35 m2 (520,4 sq ft) 2,69 m (8 ft 10 in) 22,86 m (75 ft 0 in)       | 48,35 m2 (520,4 sq ft) 2,69 m (8 ft 10 in) 22,86 m (75 ft 0 in)       |
| Motorji (2x) Potisk (2x) Potisk APR (2x)         | GE CF34-3A1 38,83 kN (8.729 lbf) 41,01 kN (9.220 lbf)                 | GE CF34-3B1 38,83 kN (8.729 lbf) 41,01 kN (9.220 lbf)                 |
| Maks. teža brez goriva                           | 19.958 kg (44.000 lb)                                                 | 19.958 kg (44.000 lb)                                                 |
| Max. teža tovora                                 | 6.124 kg (13.500 lb)                                                  | 6.124 kg (13.500 lb)                                                  |
| Maks. vzletna teža                               | 24.041 kg (53.000 lb)                                                 | 24.041 kg (53.000 lb)                                                 |
| Maks. dolet                                      | ER: 3.000 km (1.864 mi, 1.620 nmi) LR: 3.710 km (2.305 mi, 2.003 nmi) | ER: 3.045 km (1.895 mi, 1.644 nmi) LR: 3.713 km (2.307 mi, 2.004 nmi) |
| Potovalna hitrost                                | Mach 0,74 [488 mph, 424 knots]                                        | Mach 0,74 [488 mph, 424 knots]                                        |
| Največja višina                                  | 12.496 m (41.000 ft)                                                  | 12.496 m (41.000 ft)                                                  |
| Število naročil                                  | 1054                                                                  | 1054                                                                  |